# Aude Picault

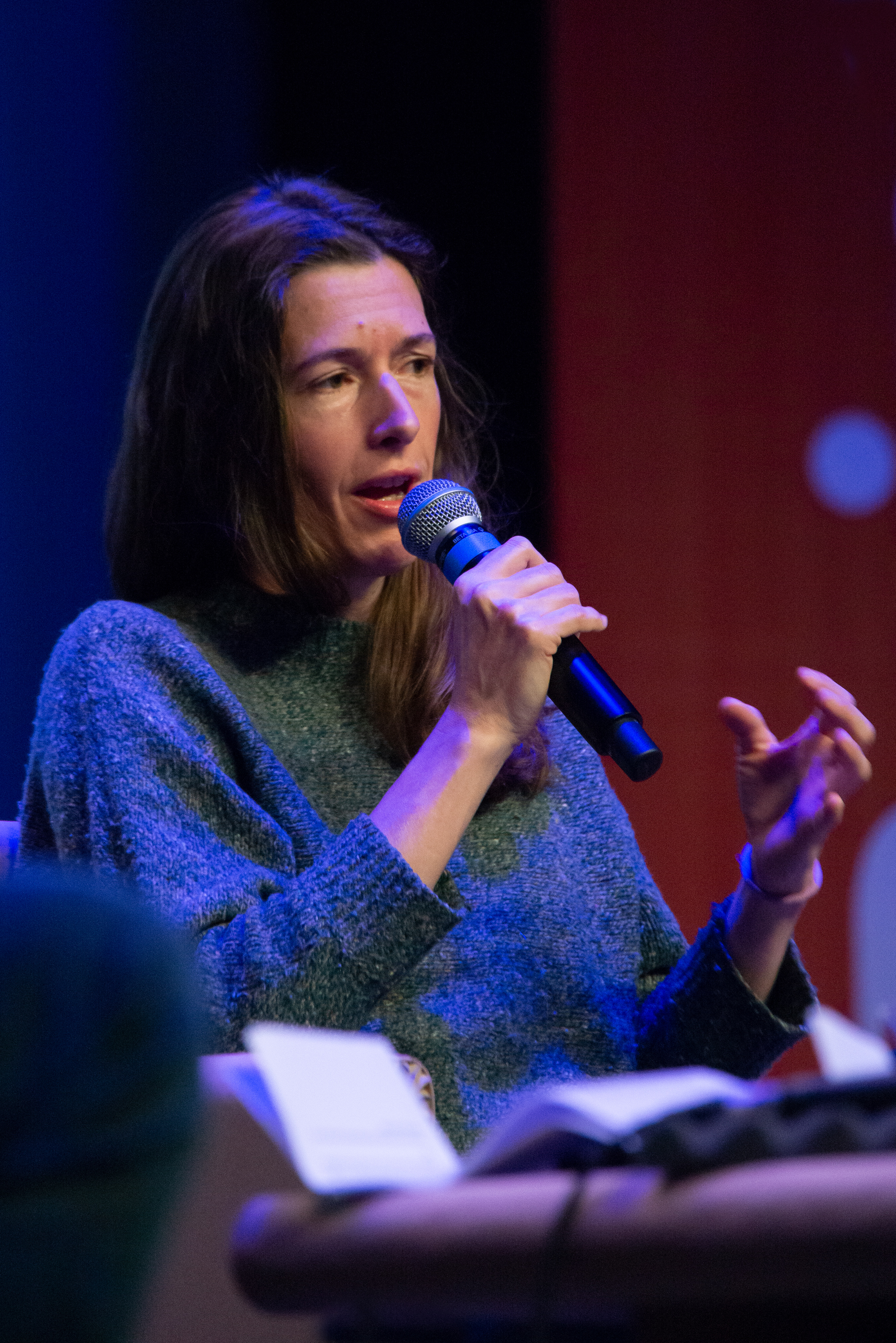
Aude Picault (2022)

Aude Picault (* 21. Juni 1979) ist eine französische Comiczeichnerin und Kinderbuchautorin.

## Leben
Aude Picault schloss 2005 das Studium der Visuellen Kommunikation an der École nationale supérieure des arts décoratifs ab. Sie publizierte eine Reihe von Comics. Von 2013 bis 2015 hatte sie mit L’air du rien einen Strip in der Wochenendausgabe der Zeitung Libération. Picault schreibt auch Kinderbücher.

## Werke (Auswahl)
- Moi je. Warum, 2005
- Papa. L’Association, 2006
- Le crocovoleur de doudous. Kinderbuch. Kaléidoscope, 2006
- Moi je et cætera. Warum, 2007
- L’ours et les souris. Kinderbuch. Kaléidoscope, 2007
- Eva – JF se cherche désespérément. Glénat, 2008
- Les Mélomaniaks. Glénat, 2008
- Transat. Delcourt, 2009
- Les Mélomaniaks 2. Glénat, 2010
- Comtesse. Les Requins Marteaux, 2010
- Fanfare. Delcourt, 2011
- Trop loin !. Kinderbuch. Kaléidoscope, 2011
- Parenthèse Patagone. Dargaud, 2015
- Lorsque je regarde mon enfant. Cambourakis, 2016
- Idéal standard. Dargaud, 2017
  - Ideal Standard. Übersetzung Silv Bannenberg. Reprodukt, Berlin 2017
- L’air de rien. Dargaud, 2017
- Amalia. Dargaud, 2022